# Joaquim Moreira Reis
Joaquim Moreira Reis, O.S.B. (Guimarei, 1 de maio de 1812 - Santarém, 1887) foi um prelado português da Igreja Católica, bispo de Angola e Congo e comissário-geral da Bula da Cruzada.

## Biografia
Nascido em São Paio de Guimarei, no concelho de Santo Tirso, entrou para o Mosteiro de Tibães quando tinha 18 anos, mas com o decreto de extinção das ordens religiosas no país, em 1834 retirou-se do Mosteiro. Em 1840, passou a estudar na Universidade de Coimbra, onde se formou em cânones. Foi ordenado padre na Ordem de São Bento em 20 de dezembro de 1845.
Por decreto de 25 de janeiro de 1849, foi apresentado como bispo de Angola e Congo, sendo confirmado pela Santa Sé em 28 de setembro do mesmo ano. Chegou a Luanda em 22 de março de 1852 e fez sua entrada solene no dia 25 do mesmo mês. Na diocese, enfrentou diversos problemas com o seu cabido. Serviu, entre março e outubro de 1854, como membro da junta governativa de Angola.
Acabou por se retirar de Luanda em 19 de maio de 1855. Ofereceu a renúncia, que lhe foi aceite por decreto de 4 de novembro de 1856, e pela Santa Sé em 10 de março de 1857. Foi nomeado comissário-geral da Bula da Cruzada em 24 de junho de 1869.
Faleceu em 1887, em Santarém.